# Розкол Тіто-Сталін
Тіто-сталінський розкол (сербохорв. Raskol Tito–Staljin/Раскол Тито–Стаљин), або югославсько-радянський розкол, у радянській історіографії відомий як Радянсько-югославський конфлікт (рос. Советско-югославский конфликт) — конфлікт між керівниками Федеративної Народної Республіки Югославії та Радянського Союзу, який обернувся вигнанням комуністичної Югославії з Комінформу в 1948 році. Став початком фактичного розриву відносин між СФРЮ і СРСР, який тривав до кінця 1955 року.
Радянська сторона пояснювала розкол недружнім ставленням югославського керівництва до СРСР, тоді як у Югославії та на Заході витоки конфлікту вбачали у почутті національної гордості Йосипа Броз Тіто й відмові підкоритися Сталіну, який хотів зробити Югославію радянською державою-сателітом. Нині вчені наголошують, що причиною було відхилення Сталіним планів Тіто поглинути Албанію і Грецію у взаємодії з Болгарією, утворивши тим самим потужний східноєвропейський блок поза контролем Москви.

## Витоки
Під час Другої світової війни Югославію окупували держави Осі. Окупаційним силам протистояли кілька груп опору. Комуністичний рух опору на чолі з маршалом Тіто був найбільшим і до 1945 року оволодів усією країною за мінімального радянського втручання. На той момент Тіто був прихильним до офіційної Москви.
Провідна роль Тіто у визволенні Югославії не тільки значно зміцнила його становище у своїй партії і серед югославського народу, а й спонукала його бути більш наполегливим у намаганні Югославії одержати більше простору для ухвалення рішень у своїх власних інтересах порівняно з іншими керівниками країн Східного блоку, які мали більше підстав визнавати радянські заслуги у визволенні їхніх країн від поневолення державами Осі і відтак потрапили під більший тиск Кремля. Ця самостійність Тіто призводила до певного тертя між Югославією і СРСР ще до закінчення Другої світової війни. Хоча після війни Тіто формально залишався союзником Сталіна, Радянський Союз уже на початку 1945 року створив у югославській комуністичній партії шпигунську мережу, що породило непрості союзницькі відносини.
Відразу після Другої світової війни трапилося кілька збройних сутичок між Югославією та Західним блоком. Унаслідок війни Югославія успішно захопила територію Істрії та міста Задар і Рієку, які з 1920-х входили до складу Королівства Італії. Цей крок безпосередньо пов'язували з переважно слов'янським населенням тих місцевостей (здебільшого хорватами і словенцями). Югославське керівництво шукало змогу включити до складу країни і Трієст, проти чого були західні союзники і Сталін. Це призвело до кількох збройних інцидентів, зокрема югославські винищувачі збили американський транспортний літак, спричинивши запеклу критику з боку Заходу і від Сталіна. З 1945 по 1948 рік було збито щонайменше чотири американські літаки. Сталін протистояв цим провокаціям, оскільки він відчував, що після втрат у Другій світовій війні СРСР був не готовий так швидко зіткнутися із Заходом у відкритій війні.
Окрім того, Тіто відверто підтримував комуністичну сторону в грецькій громадянській війні, тоді як Сталін тримав дистанцію, погодившись із Черчіллем через Угоду про відсотки не підтримувати тамтешніх комуністів. Тіто планував поглинути Албанію і Грецію у співпраці з Болгарією, тим самим засновуючи могутній східноєвропейський блок поза впливом Москви. Сталін не міг спокійно терпіти цю загрозу. Він запропонував створити не велику Балканську федерацію, у якій Югославія відігравала б головну роль, а низку малих федерацій (Югославія—Болгарія, Угорщина—Румунія, Польща—Чехословаччина) і зажадав від югославської верхівки координації її зовнішньої політики з Москвою. 18 березня 1948 року радянське керівництво в терміновому порядку відкликало своїх спеціалістів з Югославії, мотивуючи це тим, що до них ставляться «неприязно». Тіто заперечував це звинувачення.

## Перший Комінформ
Тим не менше, світ усе ще розглядав ці дві країни як найближчих союзників. Це стало очевидним вже на першому засіданні Комінформу в 1947 році, де югославські представники були найрізкішими критиками національних комуністичних партій, запідозрених у недостатній відданості справі, зокрема, італійської і французької партій за долучення до політичних коаліцій. Тим самим югославські комуністи істотно підсилювали радянські позиції. Навіть штаб-квартира Комінформу розмістилася в Белграді. Однак у зв'язку з низкою розбіжностей між цими двома країнами не все було так добре.

## Поїздка у Москву
Тертя, що призвело до остаточного розколу, мало багато причин, чимало з яких можна було в кінцевому підсумку пов'язати з регіональним лідерством Тіто і його відмовою сприймати Москву як верховну комуністичну владу світу. Югослави дотримувалися думки, що пропаговані в Радянському Союзі акціонерні товариства були неефективними в Югославії. До того ж проведене без консультацій із Радами розгортання Йосипом Броз Тіто військ в Албанії з метою завадити поширенню громадянського конфлікту в Греції на сусідні країни (у тому числі на Югославію) неабияк обурило Сталіна.
Сталіна розлютило і прагнення Тіто об'єднати Югославію з Болгарією (і цим самим створити справжню «країну південних слов'ян») — ідея, з якою він погоджувався в теорії, але це також відбувалося без попереднього консультування з радянським керівництвом. Він викликав Тіто у Москву, щоб обговорити ці питання. Та розуміючи, чим це може закінчитися, керівник КПЮ від поїздки ухилився, пославши замість себе другу людину у партії — Карделя, а також Джиласа, який знав російську мову. У результаті тих переговорів Джилас і Кардель переконалися, що югославсько-радянські відносини вже зайшли в глухий кут.

## Обмін листами
Між поїздкою у Москву та другим засіданням Комінформу КПРС і КПЮ обмінялися низкою листів, що деталізували їхні скарги. Перший лист КПРС від 27 березня 1948 звинувачував югославів у тому, що вони ганьблять радянський соціалізм через заяви типу «соціалізм в Радянському Союзі перестав бути революційним». У ньому також стверджувалося, що КПЮ була не досить демократичною і що вона не виступала авангардом на шляху країни до соціалізму. Сталін дорікав: «Ми не можемо розглядати таку організацію комуністичної партії як дійсно марксистсько-ленінську або більшовицьку. У югославській партії не відчувається ніякої політики класової боротьби.»
КПЮ у відповіді від 13 квітня рішуче відкидала радянські звинувачення, при цьому захищаючи революційний характер партії і підтверджуючи свою високу оцінку Радянського Союзу. Одначе КПЮ також зауважувала, що «незалежно від того, наскільки кожен з нас любить країну соціалізму — СРСР, він у жодному разі не може любити свою країну менше». Радянська сторона у відповіді від 4 травня докоряла КПЮ за невизнання і невиправлення її помилок та продовжила звинувачувати комуністів Югославії у надмірній гордості власними успіхами у боротьбі проти німців, стверджуючи, що Червона Армія «врятувала їх від знищення». КПЮ у відповіді від 17 травня різко відреагувала на радянські спроби знецінення успіху югославського руху опору і запропонувала залагодити цю справу на очікуваному у червні того року засіданні Комінформу.

## Другий Комінформ
На другому засіданні Комінформу у Бухаресті Тіто навіть не був присутнім, побоюючись, що на Югославію буде вчинено відкритий напад. 28 червня інші країни-члени виключили Югославію, пославшись на «націоналістичні елементи», яким «протягом останніх п'яти чи шести місяців вдалося досягти панівного становища в керівництві» КПЮ. У резолюції «Про становище в КПЮ» керівників югославських комуністів звинувачували у відступі від марксизму-ленінізму. Резолюція також попереджувала Югославію, що вона сповзає до «буржуазного капіталізму» через свої націоналістичні, незалежницькі позиції. Комінформбюро зажадало від комуністів Югославії замінити керівництво КПЮ «здоровими силами», хоча це було прямим втручанням у внутрішні справи суверенної держави.

## Наслідки

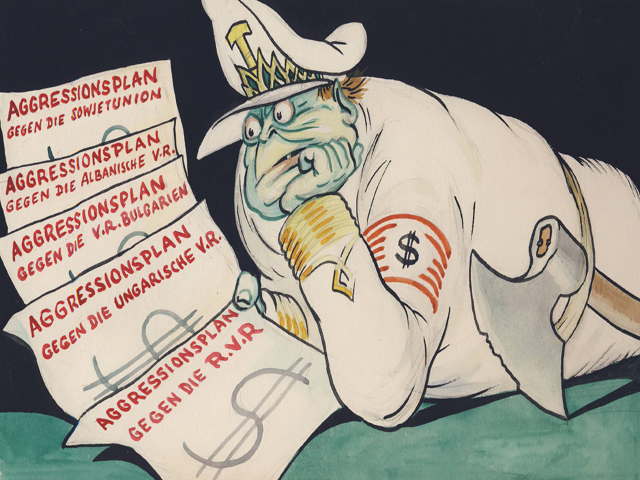
Східнонімецька карикатура зображує Тіто як кровожерного зарізяку-упиря і американського найманця, який планує напасти на країни «народної демократії»

Улітку 1948 року в СРСР і так званих «країнах народної демократії» розгорнулася широка антиюгославська кампанія. Розкол переріс у відкриту політико-ідеологічну війну.
V з'їзд КПЮ у липні 1948 відхилив резолюцію Інформбюро і водночас заявив про своє бажання ліквідувати розходження з ЦК ВКП(б) та з Інформбюро. Більшість членів КПЮ і безпартійних громадян підтримали своє керівництво. Тих, які підтримали резолюцію Інформбюро, Тіто назвав «комінформістами» і піддав репресіям. Чимало з них було заслано на острови Голі-Оток (безплідний острів) і Светі-Гргур в Адріатичному морі, де Тіто створив югославський ГУЛАГ. Загалом через цей острівний концтабір пройшло 16 000 «прихильників Москви», 10 000 з яких загинули в каменоломнях. Розгорнута в країні кампанія проти «інформбюровщини» поляризувала югославське суспільство, створила атмосферу нагнітання напруженості і підозріливості. 5 000 незгодних змушені були емігрувати з Югославії.
Погіршення відносин з Радянським Союзом і країнами Східного блоку примусило югославське керівництво переорієнтуватися в своїх економічних зв'язках і зовнішній політиці на країни Заходу, шукати підтримки капіталістичних держав. У липні 1948 США і Югославія уклали угоду про звільнення «заморожених» у США югославських активів та майна на суму 47 млн доларів. Одночасно було врегульовано претензії щодо націоналізації Югославією американської власності (США одержали компенсацію у розмірі 17 млн доларів) та проведено взаєморозрахунки за лендлізом. У внутрішній політиці Тіто взяв курс на будівництво особливої «югославської моделі» соціалізму, заснованої на відмові від форсованих темпів індустріалізації, збереженні приватних господарств в аграрному секторі, переданні підприємств у руки трудових колективів, допущенні приватного підприємництва у сфері обслуговування і в торгівлі, відсутності твердих планових завдань. Це дозволило уникнути тих економічних труднощів, які переживала більшість східноєвропейських країн у 60-70-ті роки ХХ ст.
Наприкінці вересня 1949 Радянський Союз розірвав договір про безпеку і співпрацю, підписаний з Югославією ще в роки Другої світової війни. Москва засудила тітоїзм як єресь, яка радила комуністичним країнам обирати націоналістичний шлях до соціалізму, відмінний від радянського шляху. По всій Східній Європі промосковські елементи провели заміну комуністичних керівників, запідозрених у тенденціях, подібних до тітовської. Сталін влаштував над ними показові судові процеси спочатку в Угорщині, а потім і в інших радянських державах-сателітах. Радянська пропаганда твердила, що в Югославії «антикомуністичний, поліційний державний режим фашистського типу» і що «кліка Тіто перетворила Белград на американський центр шпіонажу і антикомуністичної пропаганди».
У 1948—1952 роках велася підготовка до здійснення військового вторгнення в Югославію, у рамках якої СРСР заохочував своїх союзників по соцтабору розбудовувати їхні військові сили. Це особливо стосувалося Угорщини, якій відводилася провідна роль у можливій війні проти Югославії. Однак цим планам завадила спочатку війна в Кореї, а потім смерть Сталіна.
Чергові звинувачення на адресу КПЮ містилися в резолюції засідання Інформбюро, яке відбулось у Будапешті в листопаді 1949. Це призвело до остаточного розриву відносин Югославії з СРСР і країнами соцтабору, хоча формально дипломатичні зв'язки між ними все ж таки розірвано не було. Після появи будапештської резолюції керівництво КПЮ відійшло від позиції оборони і виправдовувань та розпочало широку пропагандистську кампанію проти СРСР і його сателітів. Воно звинуватило сталінське керівництво у переродженні соціалізму в державно-капіталістичну систему та в догматичній ревізії марксизму-ленінізму, бюрократизації партії і країни.
Після смерті Сталіна і відмови Хрущова від його політики з Тіто помирилися і Югославію було знову прийнято у світовий соціалістичний табір. Проте відносини між обома державами так повністю і не налагодилися: Югославія і надалі трималася незалежного курсу у світовій політиці, уникаючи впливу як Заходу, так і Сходу. Югославська армія додержувалася двох офіційних планів оборони: по одному проти вторгнення НАТО і країн Варшавського Договору.
Тіто використовував відчуження від СРСР, щоб отримати американську допомогу за планом Маршалла та щоб заснувати Рух неприєднання, в якому Югославія була провідною силою.